# Список островів Данії
Данія займає увесь Данський архіпелаг. Найбільші острови: Зеландія (дан. Sjælland), Фюн (дан. Fyn), Лолланн (дан. Lolland), Фальстер (дан. Falster). Данські острови можна умовно розділити на дві групи: східну (Зеландія, Мьон, Лолланн, Фальстер) і західну (Фюн, Гасінге, Лангелан, Ере, Самсьо, Альс). Вони розділені протокою Великий Бельт.
На західному узбережжі Ютландії Північно-Фризькі острови. Данії належить також великий острів в Балтійському морі Борнгольм. На півночі Ютландського півострова довгий острів Венсюссель дан. Vendsyssel-Thy, площею 4686 км², відокремлений від материка довгою протокою Ламмефйорду, що прорвалась до Північного моря у 1825 році.
Усього, станом на 1 січня 2009 року, у Данії налічується 443 острови (площа яких більша за 100 м²), 76 з яких заселені.

## 
- Острови Північного моря (також у Ваттовому морі)
  - Вендсюссель
  - Ланглі
  - Фане
  - Манньо
  - Рьомьо

- Острови Ламмефйорд
  - Аґере
  - Морс
  - Вене
  - Ліве
  - Фур

- Острови на південь від острова Фюн
  - Скаре
  - Стрюне
  - Тосінге
  - Ере

- Острови Малого Бельту
  - Альс
  - Барсе
  - Боге
  - Брандсе
  - Ерьо

- Острови Великого Бельту
  - Аггерсе
  - Лангеланн
  - Мусхольм
  - Оме
  - Рюмсе
  - Спроге

- Острови Ересунну
  - Амагер
  - Сальтгольм
  - Слотсгольмен
  - Пебергольм (штучний острів)

- Острови Балтійського моря
  - Фюн
  - Зеландія
  - Борнгольм
  - Ертгольмен

- Острови на південь від острова Зеландія
  - Аске
  - Боґе
  - Вайре
  - Нюор
  - Роґе
  - Файе
  - Лолланн
  - Фальстер
  - Мьон

- Острови Атлантичного океану
  - Фарерські острови (автономна територія Данії)
  - Гренландія (автономна територія Данії)